# 대마도 (진도군)
대마도(大馬島)는 전라남도 진도군 조도면에 부속된 섬이자 다도해해상국립공원에 예속된 섬이다. 면적은 2.523km2이고, 해안선의 길이는 14.5km이며, 2005년을 기준으로 129명의 주민이 거주하고 있다.

## 같이 보기
- 조도면